# Hawkesiophyton klugii
Hawkesiophyton klugii är en potatisväxtart som beskrevs av A.T. Hunziker. Hawkesiophyton klugii ingår i släktet Hawkesiophyton och familjen potatisväxter. Inga underarter finns listade i Catalogue of Life.